# (22446) Philwhitney
(22446) Philwhitney est un astéroïde de la ceinture principale.

## Description
(22446) Philwhitney est un astéroïde de la ceinture principale. Il fut découvert le 6 octobre 1996 à Kitt Peak par le projet Spacewatch. Il présente une orbite caractérisée par un demi-grand axe de 2,15 UA, une excentricité de 0,14 et une inclinaison de 3,2° par rapport à l'écliptique.